# Qazaqstan Superliga 2002
La Qazaqstan Top Division 2002 è stata l'11ª edizione della massima divisione del calcio kazako. 

## Stagione

### Novità
Al termine della stagione 2001 sono retrocesse Ekibastuzes, Jetisý, Taraz, Dostyq e Mańǵystaý. Dalla Birinşi Lïga non ci sono state promozioni. Il numero di squadre si è così ridotto da diciassette a dodici.

## Prima fase

### Classifica finale
|  | Pos. | Squadra           | Pt | G  | V  | N | P  | GF | GS | DR  |
|  | ---- | ----------------- | -- | -- | -- | - | -- | -- | -- | --- |
|  | 1.   | Ertis             | 52 | 22 | 16 | 4 | 2  | 46 | 9  | +37 |
|  | 2.   | Atyrau            | 48 | 22 | 15 | 3 | 4  | 28 | 14 | +14 |
|  | 3.   | Jeñis             | 40 | 22 | 11 | 7 | 4  | 32 | 14 | +18 |
|  | 4.   | Tobyl             | 37 | 22 | 11 | 4 | 7  | 33 | 27 | +6  |
|  | 5.   | Shahter Qaraǵandy | 36 | 22 | 10 | 6 | 6  | 35 | 21 | +14 |
|  | 6.   | Aqtóbe-Lento      | 34 | 22 | 10 | 4 | 8  | 25 | 26 | -1  |
|  | 7.   | Elimaı            | 33 | 22 | 9  | 6 | 7  | 26 | 28 | -2  |
|  | 8.   | Esil-Bogatyrʹ     | 25 | 22 | 6  | 7 | 9  | 18 | 25 | -7  |
|  | 9.   | Qairat            | 24 | 22 | 6  | 6 | 10 | 24 | 29 | -5  |
|  | 10.  | Vostok Óskemen    | 19 | 22 | 6  | 1 | 15 | 17 | 31 | -14 |
|  | 11.  | Qaisar            | 11 | 22 | 3  | 2 | 17 | 13 | 46 | -33 |
|  | 12.  | Esil Kókshetaý    | 10 | 22 | 2  | 4 | 16 | 13 | 40 | -27 |

Legenda:
      Ammesse alla poule scudetto
      Ammesse alla poule retrocessione
Note:
Tre punti a vittoria, uno a pareggio, zero a sconfitta.

## Poule scudetto

### Classifica finale
|                       | Pos. | Squadra           | Pt | G  | V  | N  | P  | GF | GS  | DR  |
| --------------------- | ---- | ----------------- | -- | -- | -- | -- | -- | -- | --- | --- |
| Kazakistan (bandiera) | 1.   | Ertis             | 71 | 32 | 21 | 8  | 3  | 63 | 14  | +49 |
|                       | 2.   | Atyrau            | 63 | 32 | 19 | 6  | 7  | 43 | 22  | +21 |
|                       | 3.   | Tobyl             | 52 | 32 | 15 | 7  | 10 | 45 | 243 | +2  |
|                       | 4.   | Jeñis             | 52 | 32 | 14 | 10 | 8  | 40 | 23  | +17 |
|                       | 5.   | Shahter Qaraǵandy | 46 | 32 | 13 | 7  | 12 | 37 | 40  | -3  |
|                       | 6.   | Aqtóbe-Lento      | 43 | 32 | 11 | 10 | 11 | 45 | 39  | -6  |

Legenda:
      Campione del Kazakistan e ammessa alla UEFA Champions League 2003-2004
      Ammessa alla Coppa UEFA 2003-2004
      Ammessa alla Coppa Intertoto 2003
Note:
Tre punti a vittoria, uno a pareggio, zero a sconfitta.

## Poule retrocessione

### Classifica finale
|  | Pos. | Squadra        | Pt | G  | V  | N | P  | GF | GS | DR  |
|  | ---- | -------------- | -- | -- | -- | - | -- | -- | -- | --- |
|  | 7.   | Qairat         | 46 | 32 | 13 | 7 | 12 | 41 | 36 | +5  |
|  | 8.   | Elimaı         | 39 | 32 | 11 | 6 | 15 | 33 | 51 | -18 |
|  | 9.   | Esil-Bogatyrʹ  | 37 | 32 | 10 | 7 | 15 | 31 | 35 | -4  |
|  | 10.  | Qaisar         | 32 | 32 | 10 | 2 | 20 | 31 | 55 | -24 |
|  | 11.  | Vostok Óskemen | 32 | 32 | 10 | 2 | 20 | 27 | 47 | -20 |
|  | 12.  | Esil Kókshetaý | 24 | 32 | 6  | 6 | 20 | 25 | 56 | -31 |

Note:
Tre punti a vittoria, uno a pareggio, zero a sconfitta.